# Sphecodes breviclypeatus
Sphecodes breviclypeatus là một loài Hymenoptera trong họ Halictidae. Loài này được Tsuneki mô tả khoa học năm 1984.